# Mothers and Daughters
Mothers and Daughters (bra: Minha Mãe e Eu) é um filme de drama estadunidense independente de 2016, co-dirigido por Paul Duddridge e Nigel Levy, com roteiro de Paige Cameron a partir de um conceito de Duddridge, sobre a vida de diferentes mães e seus filhos. O filme é estrelado por um ensemble cast que inclui Susan Sarandon, Christina Ricci, Sharon Stone, Eva Amurri, Courteney Cox, Roselyn Sánchez, Paul Wesley, E.G. Daily, Ashanti, Mira Sorvino e Selma Blair. Fotografia principal começou em julho de 2015 em Los Angeles. Duddridge está fazendo sua estréia na direção de longa-metragem.

## Sinopse
O filme gira em torno das relações entre várias mães e seus filhos. Uma fotógrafa grávida (Selma Blair) captura a maternidade no filme enquanto reexamina seu relacionamento com sua mãe afastada.

## Elenco
- Selma Blair como Rigby
- Ella Stabile como jovem Rigby
- Natalie Burn como Lydia, a mãe de Rigby
- Eva Amurri como Gayle
- Susan Sarandon como Millie, a mãe de Gayle
- Alexandra Daniels como Layla
- Mira Sorvino como Georgina, a mãe biológica de Layla
- Sharon Stone como Nina, a mãe adotiva de Layla
- Courteney Cox como Beth
- Christina Ricci como Rebecca, filha de Beth
- Paul Wesley como Kevin, marido de Gayle
- Paul Adelstein como Peter, marido de Beth
- David Kloehr como filho de Tony, Beth e Peter
- Christopher Backus como Sebastien
- Luke Mitchell como Quinn
- E.G. Daily como Momma Quinn
- Ashanti como Kelly
- Liana Mendoza como Grace
- Stephanie Shamie como Tricia, a antiga colega de quarto de Layla
- Quinton Aaron como Dr. Hamilton
- Isley Reust como garçonete

## Produção
Em 8 de maio de 2012, Susan Sarandon e sua filha na vida real Eva Amurri foram escaladas para o filme que seria dirigido por Paul Duddridge. Sarandon e Amurri já haviam trabalhado juntos na comédia de 2002 The Banger Sisters. Em 4 de junho de 2012, Christina Ricci se juntou ao elenco, enquanto Danielle James foi anunciado para produzir o filme. Em 3 de julho de 2012, Sharon Stone foi escalada, e em 25 de setembro de 2014, Paul Wesley se juntou para interpretar Kevin, um chef pasteleiro e namorado do personagem de Amurri. Em 8 de julho de 2015, Courteney Cox se juntou ao elenco. Duddridge está fazendo sua estreia como diretor no filme, trabalhando com o codiretor Nigel Levy. Paige Cameron escreveu o roteiro baseado no conceito de Duddridge sobre as relações entre mães e filhos. Em julho de 2015, James foi confirmado para produzir o filme junto com Amy Williams.

## Filmagens
A fotografia principal do filme começou em julho de 2015 em Los Angeles.

## Recepção
Mothers and Daughters geralmente receberam críticas negativas dos críticos. No Rotten Tomatoes, o filme tem uma classificação de 18%, com base em 22 críticas, com uma classificação média de 3.9/10. No Metacritic, o filme tem uma pontuação de 29 em 100, com base em 9 críticos, indicando "críticas geralmente desfavoráveis".
Frank Scheck do The Hollywood Reporter disse que "Entre este e o Dia das Mães , é o suficiente para estragar o feriado", enquanto Stephanie Merry do The Washington Post deu 1 em 4, dizendo "Isso não é maneira de homenagear sua mãe"".